# 洛东站
洛东站，位于中华人民共和国广西壮族自治区河池市宜州区洛东乡，是黔桂铁路上的火车站，建于1940年，由南宁铁路局管辖。

## 車站周邊
- 猫山

## 歷史
- 建于1940年。